# Федоров Олег Павлович (актор)
Олегар Федоро (Olegár Pablo Fedóro; рос. Олег Павлович Фьодоров; нар. 6 березня 1958 року, Донецьк, УРСР) — український за походженням актор, який почав свою кар’єру в СРСР, а згодом працював у кіно та театрі Іспанії, Великої Британії та США 
Закінчив знаменитий Всеросійський державний університет кінематографії (ВГІК), де навчалися Андрій Тарковський, Кіра Муратова, Сергій Параджанов.
Після закінчення ВДІКу він працював над фільмом Андрія Тарковського «Сталкер» (1979).
Він співпрацював з британськими та американськими митцями, зокрема Пітером Устіновим, Ентоні Гопкінсом, Ванессою Редгрейв, Джоном Малковичем, Девідом Кроненбергом, Мадонною, Стенлі Туччі; з іспанськими акторами, такими як Фернандо Рей, Пако Рабаль, Чаро Лопес, Емма Суарес, Анхела Моліна та ін.; і з аргентинцем Дієго Марадоною.
Його найвідоміші ролі:
- Федір Достоєвський у канадському телесеріалі «Росія» (1986) за мотивами книги Пітера Устінова
- Єзуїтський священик Тебальдо у мароккансько-іспанському фільмі «Битва трьох королів» (1990)
- Мухаммед XIII («Ель-Загал» Хоробрий), передостанній король Гранади та дядько Боабділа, в іспанському телесеріалі «Реквієм по Гранаді» (1991)
- Божевільний оповідач у фільмі Джонатана Глейзера «Кармакома» від Massive Attack (1995), де він постійно бурмоче приголомшеним тоном: «Я... небезпечна... людина»
- Адольф Гітлер у фільмі Сімона Брассе «Синедріон» (2004)
- Джек-різник у фільмі «Записники Корнеліуса Кроу» (2005)
- Батько Таші у фільмі Джен Данн «Догма» «Гіпо» (2005)
- Христофор Колумб у фільмі «Колумб: Загублена подорож» (2007) на каналі History Channel
- Татуювальник у фільмі Девіда Кроненберга «Східні обіцянки» (2007), де він також був тренером з українсько-російського мовлення для Вігго Мортенсена у його номінованій на «Оскар» ролі 2008 року.
- Батько у режисерському дебюті Мадонни «Бруд і мудрість» (2008)
- Андрій Іванов у роуд-муві Педро Туседи «Полілас» (2008)
- Керманич «Скелястого човна» в комедії Річарда Кертіса «Човен, що гойдався» (2009).
- Він був тренером з російського мовлення для Джона Малковича у програмі «Сибірська освіта» (2012).

## Вибрана фільмографія
Ніч над Чілі (1977) 
Нещасний випадок на полюванні (1978)
Сталкер (1979)
Будинок, який збудував Свіфт (1982)
Людина-невидимка (1984)
Петро Великий (1986)
Росія (1986) – Федір Достоєвський – серіал, створений Пітером Устиновим
Усі витрати оплачені (1988) – Мафіозі Марадона
Битва трьох королів (1990)
Реквієм по Гранаді (1991) – "Ель Загал" Мухаммед XIII (вольовий) – режисер Вісенте Ескріва
Дон Жуан у пеклі (1991)
Благаю! (1994)
Місія нездійсненна (1996) .... Агент з київської кімнати №4
Шлях до курної смерті (1995)
Пам'ятаєте мене? (1997)
Сохо-сквер (2000)
Прогірклий алюміній (2000)
Дама з Порто Пім (2001)
Лара Крофт: Розкрадачка гробниць (2001)
Алі Г. Індахаус (2002)
Распутін: Диявол у плоті (2002)
Американські кузени (2003)
Синедріон (2004)
Записники Корнеліуса Кроу (2005)
Джипо (2005)
Ви готові до кохання? (2006)
Чужоземці (2007)
Колумб: Втрачена подорож (2007)
Східні обіцянки (2007)
Поліллас (2008)
Платон (2008)
Бруд і мудрість (2008)
Човен, що хитнувся (2009)
Для Елсі (2011)
Весільне відео (2012)
Колібрі (2013)
Норфолк (2015)
Страттон (2017)
Хто вкрав чашу? (2018)
У темряві (2018)
Їжак (2020)
Незатребуваний (2022)
Цитадель (TDA)

## Нагороди та номінації
Іберо-американський фестиваль короткометражних фільмів ABC (FIBABC), Іспанія
| Рік      | Категорія       | Фільм          | Результат  |
| -------- | --------------- | -------------- | ---------- |
| 2013 рік | Найкращий актор | Колібрі (2013) | Переможець |

Студентська премія Академії, США
| Рік      | Категорія                         | Фільм           | Результат  |
| -------- | --------------------------------- | --------------- | ---------- |
| 2012 рік | Почесна премія за іноземний фільм | Для Елсі (2011) | Переможець |

Премія Королівського телевізійного товариства, Велика Британія
| Рік      | Категорія                      | Фільм           | Результат  |
| -------- | ------------------------------ | --------------- | ---------- |
| 2012 рік | Студентська телевізійна премія | Для Елсі (2011) | Переможець |

Філадельфійський фестиваль документальних фільмів та художньої літератури
| Рік      | Категорія       | Фільм           | Результат  |
| -------- | --------------- | --------------- | ---------- |
| 2009 рік | Найкращий актор | Поліллас (2008) | Переможець |

Міжнародний кінофестиваль у Барселоні
| Рік      | Категорія       | Фільм           | Результат  |
| -------- | --------------- | --------------- | ---------- |
| 2008 рік | Найкращий актор | Поліллас (2008) | Переможець |

Туринський міжнародний кінофестиваль
| Рік      | Категорія                          | Фільм       | Результат  |
| -------- | ---------------------------------- | ----------- | ---------- |
| 2006 рік | Найкращий акторський склад у відео | Гіпо (2005) | Переможець |

## Зовнішні посилання
- Інстаграм
- Переможці премії FIBABC 2013 іспанською мовою ABC
- Номінації на нагороди FIBABC 2013 іспанською мовою ABC
- Федоров Олег Павлович на сайті IMDb (англ.)
- Фотогалерея
- Іспанська спілка акторів
- Інтерв'ю з Variety
- Федоров Олег Павлович у соцмережі «Facebook»

## Відеокліпи
- Хто вкрав кубок FIFA 2018?
- 11 кліпів
- Виберіть кліп
- «ІспанськіХіба ні?» - Scud Hero (2010) (відеокліп Scud Hero)
- "Хто вкрав Кубок?.. Розкрито!"